# Antoine Schnapper
Antoine Schnapper (Paris, 10 de julho de 1933 — Paris, 29 de agosto de 2004) foi um historiador de arte francês.
Aluno de André Chastel, Schnapper organizou muitas retrospectivas sobre os artistas desse período, nomeadamente uma no Louvre, em 1989 sobre Jacques-Louis David, para comemorar o bicentenário da Revolução Francesa. Ele lecionou na Universidade de Paris-Sorbonne.

## Trabalhos selecionados
- Le métier de peintre au grand siècle ; Paris : Gallimard, 2004. OCLC 56821323
- Collections et collectionneurs dans la France du XVIIe siècle ; Paris : Flammarion, 1988. OCLC 19331396
- David témoin de son temps, Office du Livre, Fribourg, 1980 ISBN 2850470007 Reference
- Tableaux pour le Trianon de marbre 1688-1714. ; Paris, La Haye, Mouton, 1967. OCLC 2323606
- Jean Jouvenet, 1644-1717. ; Rouen. Musée des beaux arts, 1966. OCLC 2906632